# Villa Kruckau

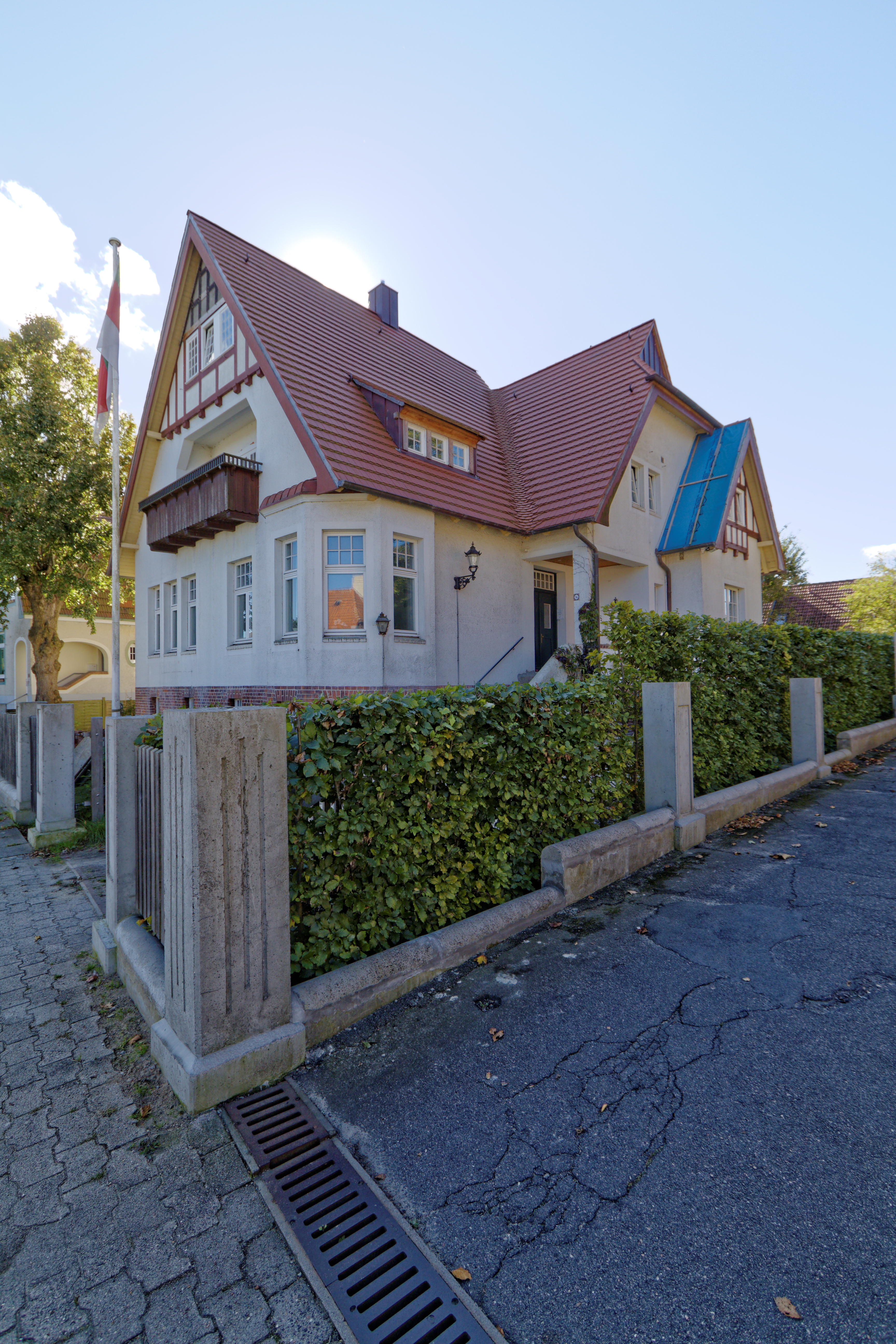
Villa Kruckau

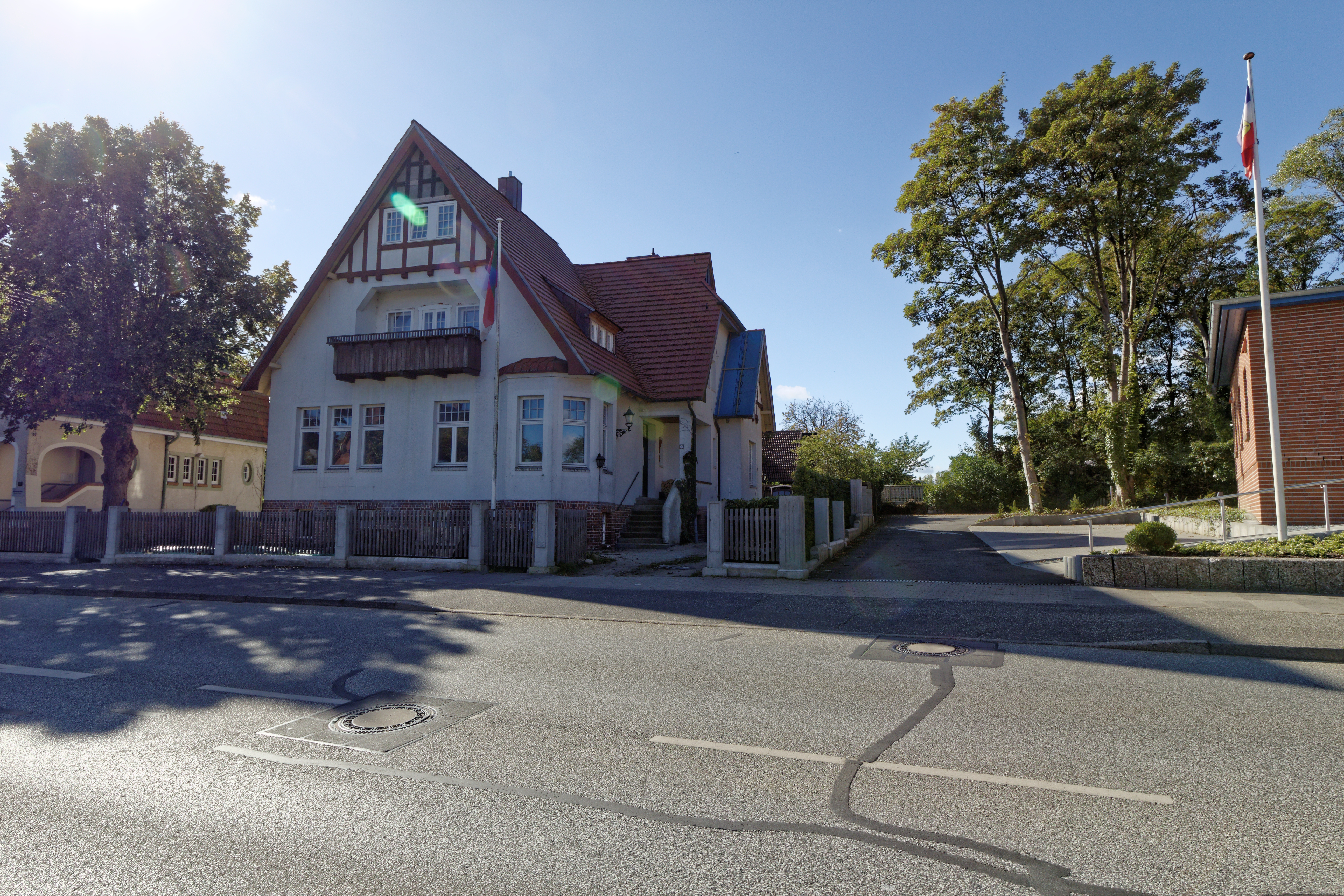
Villa Kruckau

Die Villa Kruckau ist ein bürgerliches Wohnhaus in Eckernförde, Rendsburger Straße 36. Es wurde um 1907 erbaut und steht unter Denkmalschutz (Objekt-Nr.: 19050).

## Geschichte
Nach abweichenden Angaben zwischen 1906 und 1908 errichtete der Eckernförder Architekt Wilhelm Kruckau (1867–1941) ein Bauensemble aus drei Villen an der Rendsburger Straße (damals noch Rendsburger Chaussee) im Stil der Reformarchitektur. Die größte der drei Villen (Nr. 36) ließ er als sein eigenes Wohnhaus erbauen. Nach Peter Genz ließ Kruckau mit diesem Bau den Historismus hinter sich; man könne das Haus wegen des Fachwerks unter der Giebelspitze und des Teilkrüppelwalmdaches dem Heimatschutzstil zurechnen. Das Gebäude ist bis heute mustergültig erhalten. Im Gegensatz zu seinem ehemaligen Wohnhaus stehen die Villen mit den Hausnummern 38 und 40 nicht unter Denkmalschutz.
In dieser Villa wuchs Horst Slevogt auf. Im Erdgeschoss des Gebäudes befand sich ab etwa 1948 einige Jahre lang die erste Augenarztpraxis Eckernfördes (Dr. Conrad). Die um einen Anbau erweiterte ehemalige Hausmeisterwohnung an der Südseite des Gebäudes wird heute als Ferienwohnung vermietet.

## Architekt
Wilhelm Kruckau (auch: Krukau) wurde am 8. Januar 1867 in Eckernförde geboren und erlernte nach dem Besuch der Mittelschule das Zimmerhandwerk und wurde – wie weitere Familienmitglieder auch – Zimmermeister. Sein Vater Johann Kruckau, ebenfalls Zimmermeister, war ein Lehrkollege und langjähriger Freund des Architekten Johannes Otzen. Wilhelm Kruckau studierte anschließend  ab dem Wintersemester 1884/85 Architektur an der Baugewerkschule Eckernförde, wo er 1891 sein Examen ablegte. 
In Eckernförde schuf er neben dem Villen-Ensemble an der Rendsburger Straße diverse Bauwerke in verschiedenen Baustilen, wie das Geschäftshaus Jacobsen (Kieler Straße 24 / Rathausmarkt, 1887) im Stil des Historismus. Das ebenfalls unter Denkmalschutz stehende ehemalige Verlagshaus der Eckernförder Zeitung (Rathausmarkt 1, 1907) weist ebenso Jugendstilelemente auf wie die Villa Vogelsang 38 (1906). Das ehemalige Kontorhaus Sieck in der Langebrückstraße 1 entwarf er 1898 zusammen mit Heinrich Hansen im Stil der Neorenaissance. Weitere seiner Bauten waren die 2009 abgebrochene Villa Carlshöhe (auch u. a.: Villa Schröder, 1908, Mischung aus Historismus, Jugendstil und Reformarchitektur), das Wohnhaus Jungfernstieg 41 (1912/13 zusammen mit Karl Reiss, heute Teil des denkmalgeschützten Ensembles und Museums Alte Fischräucherei Eckernförde), eine nicht mehr existente Villa an der Kreisbahnstraße, das Wohnhaus Berliner Straße 52 (vor 1900), die Villa Jungmannufer 10 (1907), das Geschäftshaus Witt (Kieler Straße 18–20/Rathausmarkt, 1901), die Villa Vogelsang 39 (1906) und die Villa Bechler (1904) in Karby. Zudem ist bekannt, dass er eine Schießanlage in der Rendsburger Straße Eckernfördes entwarf.
Unmöglich zu ermitteln ist das Gesamtwerk Kruckaus, insbesondere fehlen Informationen über das Wirken des Architekten aus den letzten Jahrzehnten. Unbekannt ist auch, warum er zuletzt während der Nazi-Zeit als Kleinrentner in einer Baracke in der Kieler Landstraße (heute: Berliner Straße) Nr. 152 hinter dem Hotel Sandkrug lebte. Kruckau starb am 16. Januar 1941 in seiner Heimatstadt.